# Serixia aurulenta
Serixia aurulenta là một loài bọ cánh cứng trong họ Cerambycidae.